# Johannes Belsheim
Johannes Belsheim, född 21 januari 1829, död 15 juli 1909, var en norsk präst och vetenskapsman.
Belsheim tog 1875 avsked från prästtjänsten för att ägna sig åt vetenskapligt arbete. Han är främst känd som textkritiker. Belsheim har behandlat ett flertal latinska bibelhandskrifter och utgav 1878 den första kritiska upplagan av den på Kungliga biblioteket i Stockholm förvarade Codex aureus, en latinsk evangeliehanskrift från mitten av 700-talet. Belsheim ägande sig även åt ett omfattande populärteologiskt författarskap. Han var dessutom en av de flitigast verksamma i arbetet med den första nynorska bibelöversättningen.